# Thomas Lemuel James

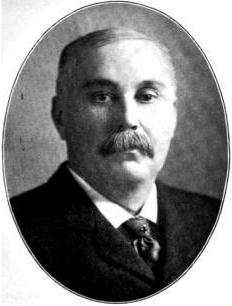
Thomas Lemuel James (1881)

Thomas Lemuel James (* 29. März 1831 in Utica, New York; † 11. September 1916 in New York City) war ein US-amerikanischer Journalist und Bankier, der 1881 der 29. Postminister der Vereinigten Staaten wurde.
James besuchte eine Privatschule in Utica und folgte dann seiner Neigung zur Journalistik, indem er einen Posten bei der Utica Liberty Press übernahm. Er kämpfte in den Reihen der Whigs während der heftigen Parteistreitigkeiten von 1849 bis 1853, wodurch er mit dem Richter Francis B. Fisher Bekanntschaft schloss. Beide gaben später gemeinsam das Madison County Journal heraus, das sich auf die Seite William H. Sewards stellte.
Als die Republikanische Partei gegründet wurde, trat er begeistert in die neue Organisation ein und wurde alleiniger Eigentümer und Herausgeber des Journal. Während der Knownothingskämpfe verteidigte er mutig und energisch die Gegenpartei, und es gelang ihm, den Gegenkandidaten der Know-Nothing Party durchzusetzen.
Nach der Wahl Abraham Lincolns zum US-Präsidenten hatten ihm seine Freunde den Posten eines Zollinspektors verschafft. Er verkaufte deshalb sein Journal und zog nach New York. Seine energische Tätigkeit trug ihm 1874 die Beförderung zum Wagemeister ein, 1876 die zum Deputy Collector. Seine Geschäftsgewandtheit brachte ihm so großes Ansehen, dass er von Präsident Ulysses S. Grant erst zum Vorsitzenden des Board of Examiners und dann zum Postdirektor von New York ernannt wurde. Seine hervorragenden Leistungen auf diesem Posten veranlassten Präsident James A. Garfield, ihn 1881 als Postmaster General in sein Kabinett zu berufen. Von diesem Amt trat er nach dem Attentat auf Garfield und der Amtsübernahme durch dessen Vizepräsidenten Chester A. Arthur bereits Anfang 1882 wieder zurück.